# Fatima Zahraa
Fatima Zahraa (ur. prawdopodobnie 1985 lub 1986) – jordańska lekkoatletka specjalizująca się w skoku o tyczce.

## Osiągnięcia
- brązowy medal mistrzostw Panarabskich juniorów (Damaszek 2004)

## Rekordy życiowe
- skok o tyczce (stadion) - 3,20 (2004) rekord Jordanii